# 旅費交通費
旅費交通費（りょひこうつうひ、英: travelling charges）は、仕入れ、販売、集金またはその他の業務活動遂行のために、従業員が出張する際に利用する各種交通機関や宿泊施設に支払う料金および宿泊料をいう。会計の勘定科目の一つで、「旅費+交通費」のことを指し、出張などの遠距離の移動に適用される。

## 解説
税法上、原則損金算入かつ課税仕入に該当し、仕入税控除額の対象になり、行政を含む多数の機関で用語として使用される。
旅費とは、企業が定める旅費規程によって支払われるものを言い、交通費とは、電車・バス・タクシー・航空機などの運賃を言う。工場関係のものは製造経費として製造原価を構成し、販売・管理業務関係のものは販売費および一般管理費として処理する。